# Sonnenfinsternis vom 20. April 2061
Die totale Sonnenfinsternis vom 20. April 2061 zeigt sich größtenteils über Osteuropa, Asien und der Arktis ab. Im Westen Nordamerikas kann der partielle Teil der Finsternis vor Sonnenuntergang gesehen werden.
Die Finsternis ist die erste zentrale Finsternis des Saroszyklus 149, Finsternisse dieser Art finden in der Nähe der Pole, in diesem Fall nahe dem Nordpol, statt. Die nördliche Lage bedingt auch einen ungewöhnlichen Verlauf: Der Schatten des Mondes überstreicht die Erde überwiegend in nördlicher, bzw. nordwestlicher Richtung. Bemerkenswert ist auch die große Breite des Schattens von bis zu 558,8 km.
Das Maximum der Finsternis liegt ca. 120 km südöstlich der Russischen Siedlung Petschora, die Dauer der Totalität beträgt dort 2 Minuten und 37 Sekunden.

## Verlauf
Die Finsternis beginnt über dem südlichen Russland und der östlichen Ukraine bei Sonnenaufgang und der Mondschatten wandert rasch in nordöstlicher Richtung über Kasachstan hinweg. Im weiteren Verlauf wird der gesamte Ural überstrichen, bevor der Schatten über den Arktischen Ozean dann in nordöstlicher Richtung rast und die Inselgruppe Spitzbergen erreicht. Zum Sonnenaufgang endet die Finsternis dann kurz vor der Küste Grönlands.

## Orte in der Totalitätszone
| Land        | Ort                                | Dauer  | Uhrzeit (UT) | Bemerkung                           |
| ----------- | ---------------------------------- | ------ | ------------ | ----------------------------------- |
| Ukraine     | Luhansk                            | 1m 7s  | 02:29        | Sonne geht total verfinstert auf    |
| Russland    | Wolgograd                          | 2m 2s  | 02:28        | Sonne geht partiell verfinstert auf |
| Russland    | Orenburg                           | 2m 16s | 02:32        |                                     |
| Russland    | Samara                             | 1m 35s | 02:34        |                                     |
| Kasachstan  | Uralsk                             | 2m 21s | 02:31        |                                     |
| Russland    | Ufa                                | 2m 30s | 02:37        |                                     |
| Russland    | Ischewsk                           | 1m 33s | 02:41        |                                     |
| Russland    | Jekaterinburg (vormals Swerdlowsk) | 2m 6s  | 02:41        |                                     |
| Russland    | Perm                               | 2m 23s | 02:43        |                                     |
| Russland    | Narjan-Mar                         | 1m 50s | 03:00        |                                     |
| Spitzbergen | Longyearbyen                       | 2m 18s | 03:22        | Sonne steht tief                    |

## Sichtbarkeit im deutschsprachigen Raum
Da im deutschsprachigen Raum zur Zeit der Finsternis Nacht ist, bleibt die Finsternis im gesamten Verlauf unsichtbar.